# (3582) Cyrano
(3582) Cyrano es un asteroide perteneciente al cinturón de asteroides, descubierto el 2 de octubre de 1986 por Paul Wild desde el Observatorio de Berna-Zimmerwald, Berna, Suiza.

## Designación y nombre
Designado provisionalmente como 1986 TT5. Fue nombrado Cyrano en honor del poeta y pensador francés Cyrano de Bergerac precursor también de la ciencia ficción.